# 石川町 (大田區)
石川町（日语：／ Ishikawachō */?）是東京都大田區，下設石川町一丁目、石川町二丁目。人口5,853人（2013年8月1日）。郵遞區號為145-0061。

## 地理
位於大田區北部，介於東急目黑線與池上線之間。本町町域南北較長，北半部相當於石川町一丁目，南半部相當於石川町二丁目。此地是大田區、世田谷區、目黑區3區的交界，石川町西鄰世田谷區東玉川、奧澤與目黑區綠丘，北接目黑區大岡山，東連大田區南千束與北千束，南至中原街道，接大田區東雪谷與南雪谷。
町內主要為閑靜的住宅區，東京工業大學大岡山校區一部分位於町內。此外，住宅區內也有許多企業社宅，現在已有不少為公寓所取代。現在町內仍有日本銀行與双日（日商岩井）的社宅團地。

## 歷史

### 地名由來
依據《新編武藏風土記稿》，「石川」是呑川的別稱。

### 沿革
- 石川町源自於明治初年的東京府荏原郡石川村。
- 1888年：實施新町村制，1889年（明治22年）石川村與周邊10村合併成立新「池上村」，石川村為荏原郡池上村大字石川。
- 1923年（大正12年）：池上線開通，位於相鄰的大字雪谷字石川的「石川站」開業，不久後改稱「石川台站」。
- 1924年（大正13年）：東京高等工業學校（現東京工業大學）從淺草區（日语：浅草区）藏前移至大岡山。
- 1926年（大正15年）：池上村實施町制，為荏原郡池上町。
- 1932年（昭和7年）：荏原郡編入東京市，為東京市大森區石川町。
- 1947年（昭和22年）：大田區成立，為大田區石川町。
- 1960年（昭和35年）：實施住居表示，進行町域調整，石川町町域南至中原街道。

## 設施

### 學校
- 東京工業大學大岡山校區

大學校區的所在地為目黑區大岡山，但大岡山地區的南半部與石川台地區全域屬石川町。
- 大田區立石川台中學校
- 世田谷區立東玉川小學校

世田谷區立的東玉川小學校，其學區為世田谷區東玉川，但校地過半在石川町內。

### 其他
- 石川台站

池上線石川台站位於相鄰的東雪谷。
- 石川神社

位於石川町一丁目，過去的石川村鎮守、神明社。現在位於東京工大大岡山地區的西南邊界，可由神明坂前往。
- ，中原街道地下有條水路，可把大雨時呑川的水疏通至多摩川，其水路入口在中原街道位於呑川上的石川橋附近。

## 備註
1. ↑  .   [2013-08-18]. （原始内容存档于2014-02-18）.

35°36′3.7″N 139°40′59.9″E / 35.601028°N 139.683306°E